# Honiara
Honiara est la capitale des Salomon. La ville comptait 84 520 habitants en 2017.

## Géographie

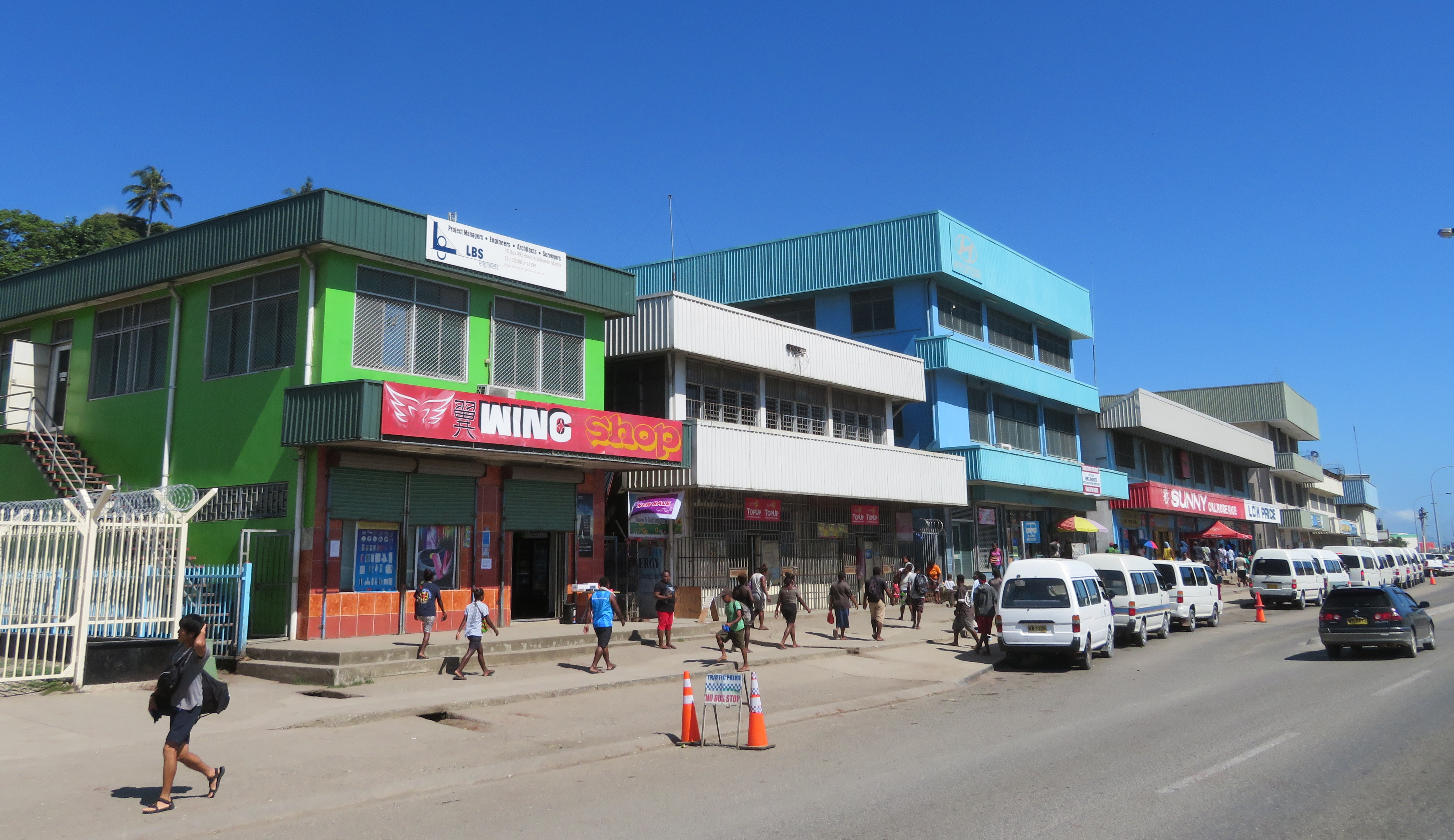
Mendana Avenue, la rue principale d'Honiara

Honiara est située sur la côte Nord-Est de l’île de Guadalcanal, sur les rives du Ironbottom Sound.
La ville est traversée par le fleuve Matanikau.

## Histoire
Honiara fut reconstruite à la fin de la Seconde Guerre mondiale pour remplacer la capitale précédente, Tulagi, sur l'île voisine.
Au large de l'île s'est déroulée la bataille de Guadalcanal, qui vit une victoire majeure pour la marine américaine contre la marine japonaise.
Des manifestations et de violentes émeutes ont lieu à Honiara en novembre 2021, et un couvre-feu y est décrété.

## Administration
Honiara constitue également le territoire de la capitale (Capital Territory) et ne dépend donc conséquemment d'aucune province de l'archipel. Ce territoire s'étend sur 22 km2.

## Climat
Honiara possède un climat équatorial (Köppen: Af); se caracterisé par des températures chaud toute l'année. Les temps moyennes demeure 27,0 ºC durant tous les mois, avec quelque variation saisonnière. Les précipitations annuelles sont abondantes: 1 967,8 mm, avec une saison humide entre novembre et avril et une saison relativement sèche entre mai et octobre. Il y a en moyenne 130 jours pluvieux, et la ville se profite de 2329.8 heures d'ensoleillements.
| Mois                                            | jan. | fév.  | mars  | avril | mai   | juin | jui.  | août  | sep. | oct.  | nov.  | déc.  | année   |
| ----------------------------------------------- | ---- | ----- | ----- | ----- | ----- | ---- | ----- | ----- | ---- | ----- | ----- | ----- | ------- |
| Température minimale moyenne (°C)               | 23,5 | 23,4  | 23,3  | 23,2  | 22,9  | 22,4 | 22,1  | 22    | 22,2 | 22,4  | 22,8  | 23,3  | 22,8    |
| Température maximale moyenne (°C)               | 31,6 | 31,5  | 31,4  | 31,5  | 31,6  | 31,3 | 31,3  | 31,2  | 31,6 | 31,6  | 31,7  | 31,7  | 31,5    |
| Record de froid (°C)                            | 17,6 | 19,9  | 19,8  | 18,5  | 19    | 16,7 | 16,7  | 15,9  | 16,9 | 18    | 18,6  | 20    | 15,9    |
| Record de chaleur (°C)                          | 36,1 | 37,4  | 35,5  | 35    | 35,5  | 34,7 | 34,7  | 36,5  | 34,6 | 34,9  | 35,1  | 36    | 37,4    |
| Ensoleillement (h)                              | 186  | 155,4 | 198,4 | 192   | 210,8 | 198  | 186   | 204,6 | 192  | 226,3 | 216   | 164,3 | 2 329,8 |
| Précipitations (mm)                             | 239  | 290,4 | 285   | 190,1 | 111,6 | 85,6 | 100,3 | 95,4  | 90,1 | 117,7 | 145,3 | 210,5 | 1 967,8 |
| dont nombre de jours avec précipitations ≥ 1 mm | 14   | 14    | 15    | 11    | 10    | 9    | 9     | 10    | 8    | 9     | 10    | 12    | 130     |
| Humidité relative (%)                           | 80   | 81    | 81    | 80    | 80    | 79   | 75    | 73    | 73   | 75    | 76    | 77    | 78      |

## Économie et transports
La ville est desservie par l'aéroport international de Honiara, qui se trouve néanmoins à l'extérieur des limites Est du territoire de la capitale, au-delà du fleuve Lungga, à 8 kilomètres du centre-ville.

## Loisirs et culture

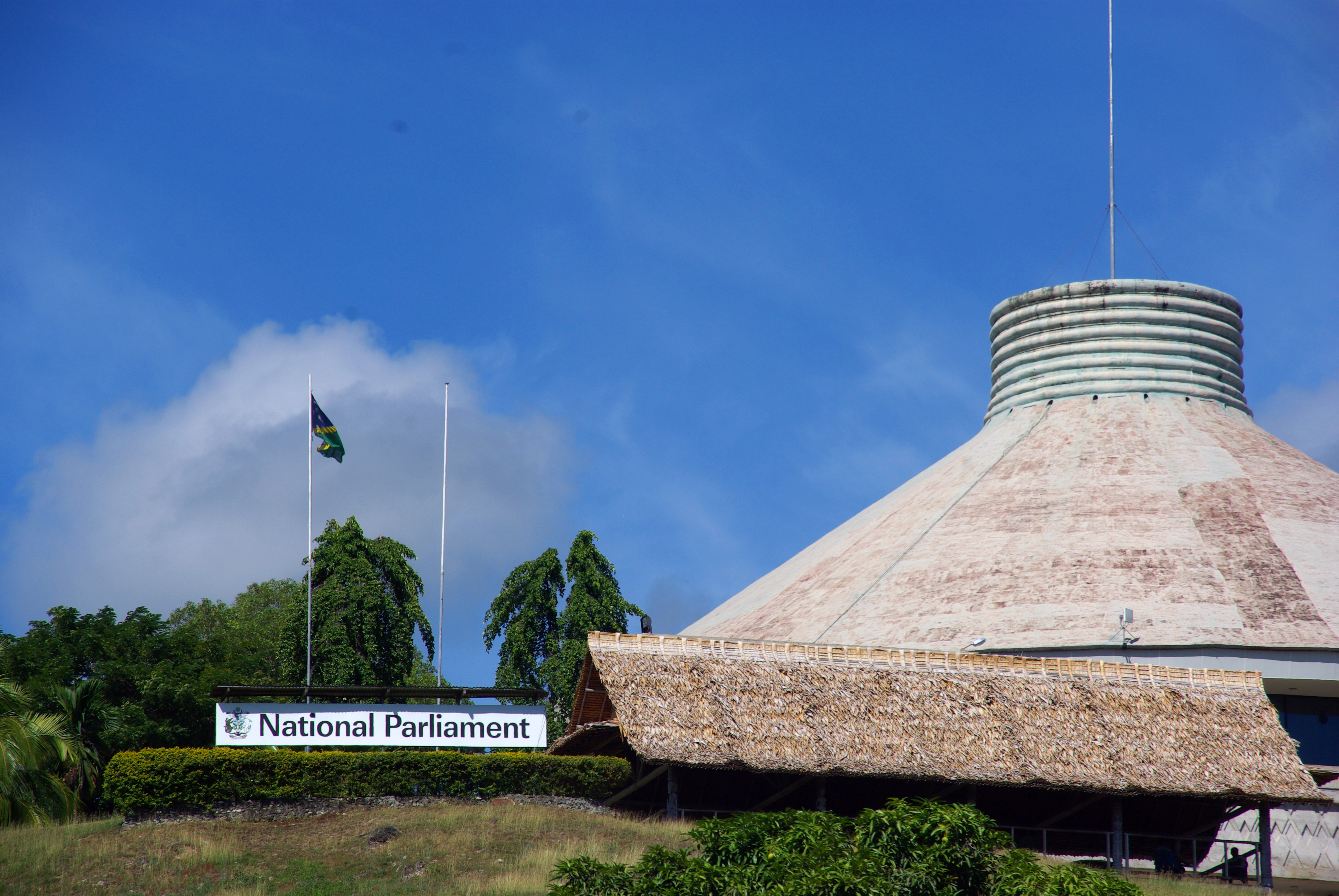
Le Parlement

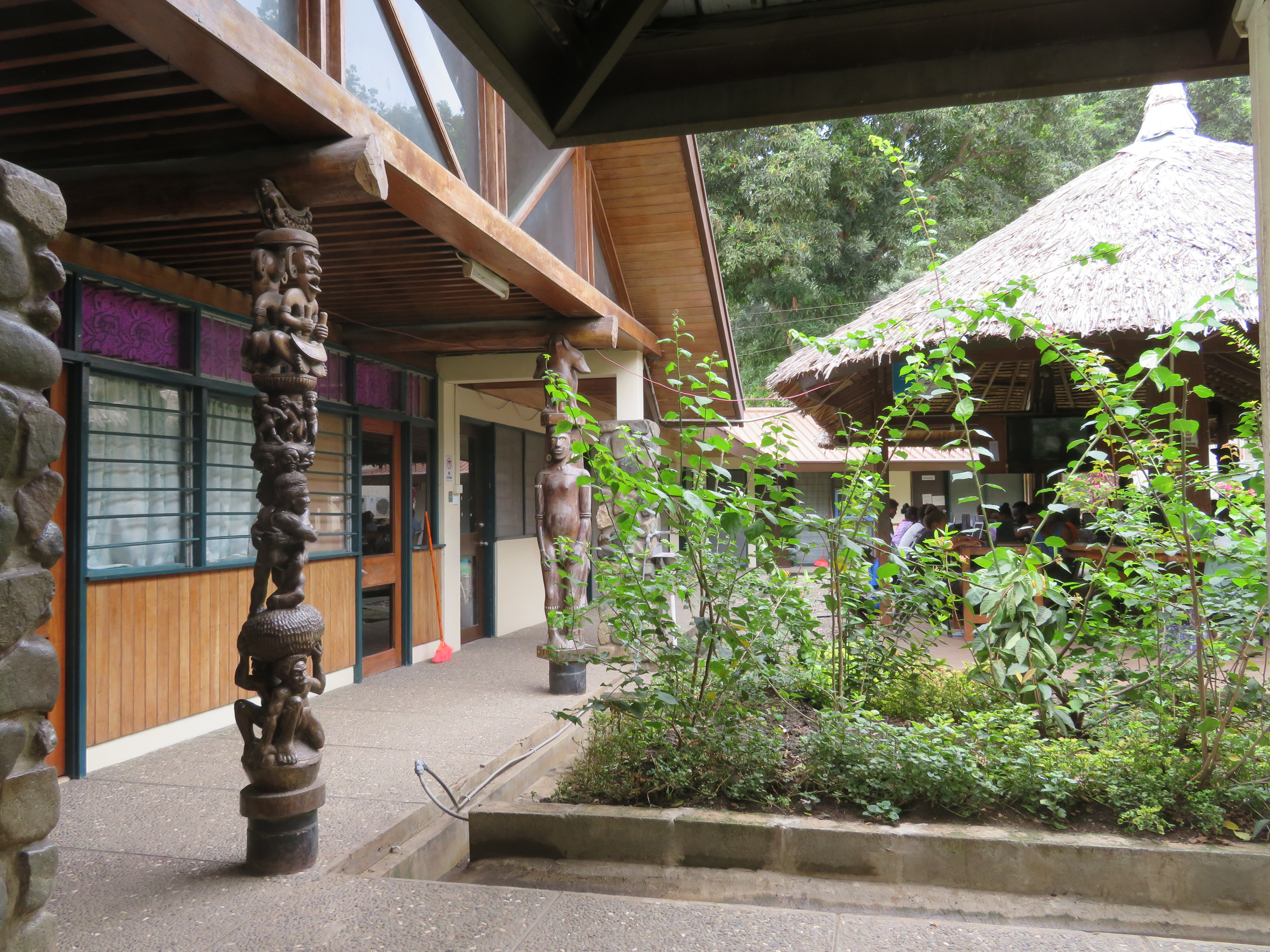
Université du Pacifique Sud

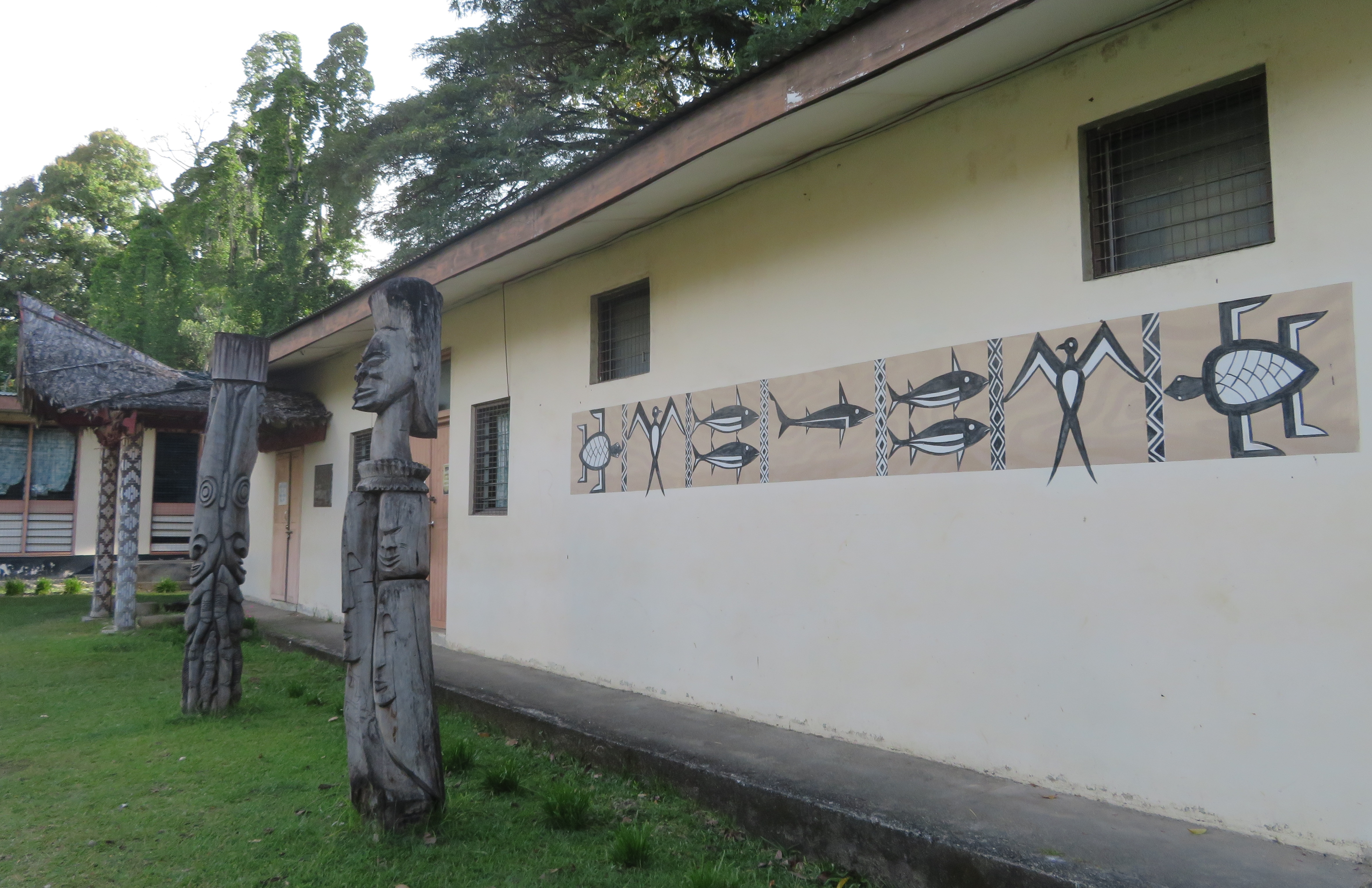
Musée national

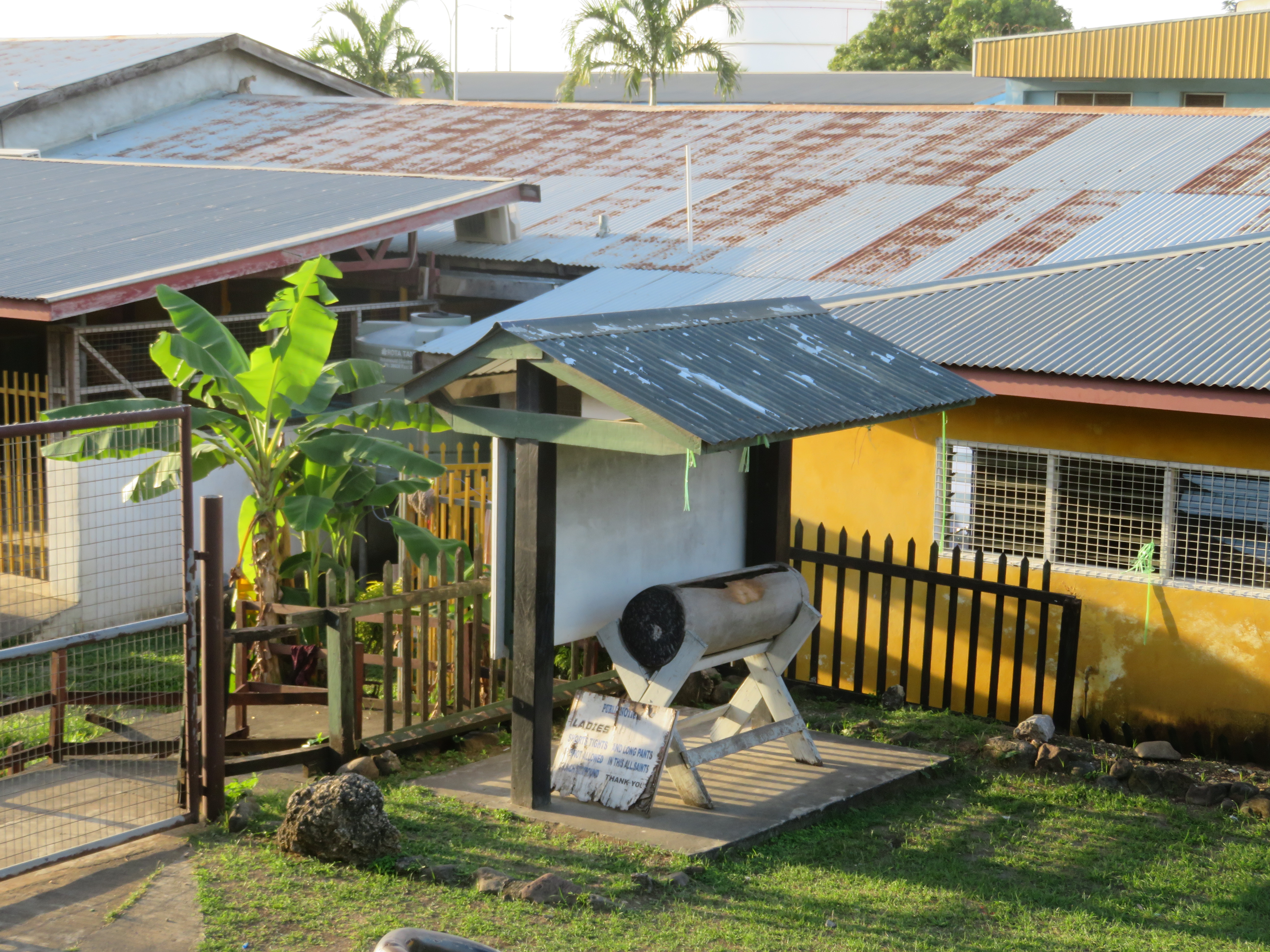
Le tambour de l'église All Saints Church

La ville accueille de nombreuses infrastructures destinées au sport, telles que le Lawson Tama Stadium, le principal stade de football du pays. Il reçoit principalement les matches à domicile de l'équipe des Îles Salomon.
La plupart des magasins, l'Hôtel de ville et les halles, le marché le plus important de l'île, se trouvent à la Mendana Avenue, la rue principale nommée après le navigateur espagnol Álvaro de Mendaña qui a découvert les Salomon en 1568.
La Cathédrale Sainte-Croix, construite entre 1975 et 1978, est un des bâtiments les plus connus de la ville.
All Saints Church, une église anglicane construite en 1971, n'a pas de clocher. Un grand tambour se trouve devant l'église sous un abri, et un homme bat le tambour avant le service pour convoquer la paroisse.
La cathédrale anglicane, St. Barnabas' Anglican Cathedral, fut consacrée en 1969. Elle se situe à l'est de la ville.
Plusieurs bâtiments de l'Université du Pacifique Sud, qui se trouve à l'est de la ville, furent construits en style traditionnel.
Le Musée national, fondé en 1970, montre des peintures murales, des sculptures sur bois et des autres ouvrages d'art.
Le bâtiment du Parlement, construit en 1993, se situe sur une colline au sud du centre de la ville.